# Campiglossa undata
Campiglossa undata är en tvåvingeart som först beskrevs av Chen 1938.  Campiglossa undata ingår i släktet Campiglossa och familjen borrflugor. Inga underarter finns listade.